# Cours de la Liberté
Le cours de la Liberté est une voie du 3e arrondissement de Lyon, en France. 
Ancien cours Bourbon attesté dès 1823 sur toute sa longueur actuelle, il devient dans sa partie comprise entre les actuels rue Rabelais et cours Gambetta cours de l'Égalité en 1848, de nouveau cours de Bourbon en 1852 et cours de la Liberté en 1878. La partie nord, comprise entre le cours Lafayette et la rue Rabelais est renommée quai de Castellane en 1855, puis quai des Brotteaux en 1877 et enfin cours de la Liberté en 1931. 

## Situation
Le cours de la Liberté relie le cours Lafayette au nord et la place Gabriel-Péri au sud. Au nord, il tangente le quai Victor-Augagneur qui succède au quai du Général-Sarrail. Il s'écarte progressivement et de façon rectiligne de la courbe des quais du Rhône vers le sud.

## Histoire
Dans ces toutes premières années du XXe siècle, quatre voies de tramways passaient sur la chaussée, alors libre de toute circulation automobile.
La voie fut appelée « cours Bourbon » jusqu'à la fin du Second Empire. Sous cette appellation elle menait alors jusqu'à la place Louis XVI, l'actuelle place du Maréchal-Lyautey.
Il se voit attribuer son nom actuel par délibération du conseil municipal du 13 août 1878.

## Description
D'orientation globalement nord-sud, le cours dispose les numéros pairs à l'ouest et les numéros impairs à l'est. Du nord au sud, le cours sépare le square Jussieu à l'ouest des premiers immeubles d'habitation côté est aux numéros 1 à 13 ; il est ensuite bordé par l'arrière du Grand temple de Lyon aux numéros 6 et 6bis, l'hôtel de préfecture du Rhône au numéro 29 qui fait face, côté pair, au jardin Général-Charles-Delestraint.